# Toxicoscordion paniculatum
Toxicoscordion paniculatum är en nysrotsväxtart som först beskrevs av Thomas Nuttall, och fick sitt nu gällande namn av Per Axel Rydberg. Toxicoscordion paniculatum ingår i släktet Toxicoscordion och familjen nysrotsväxter. Inga underarter finns listade.

## Bildgalleri

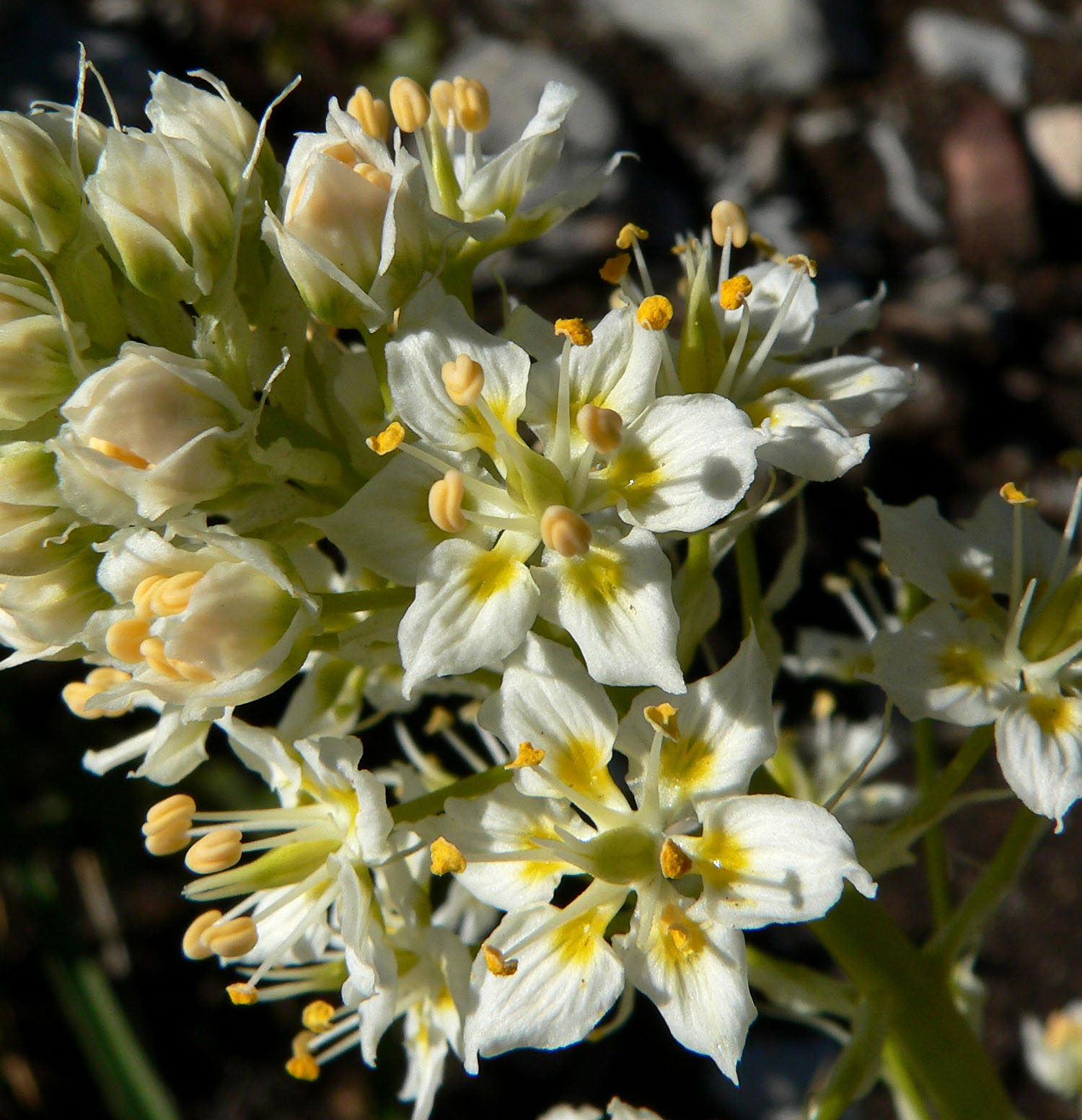
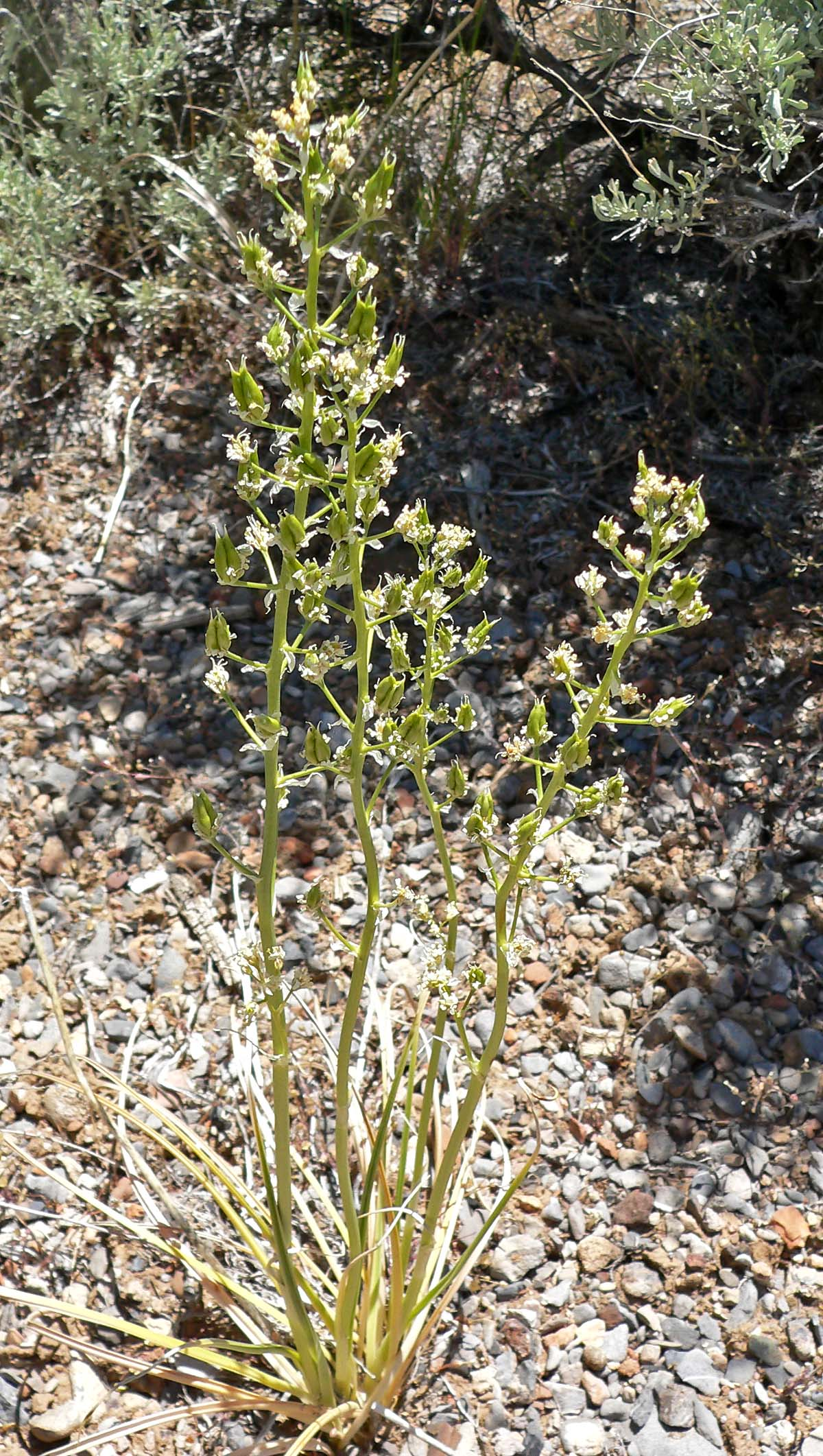
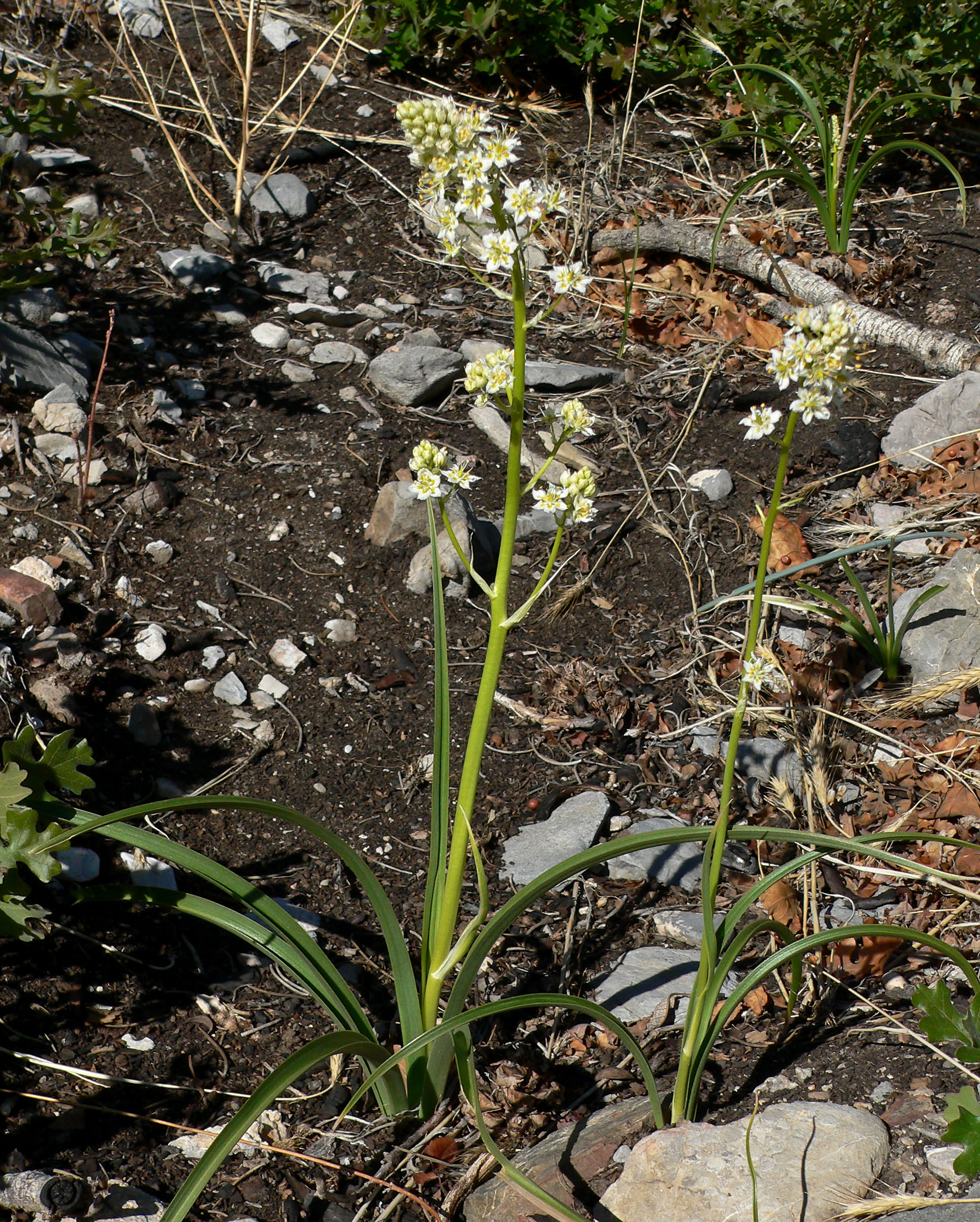
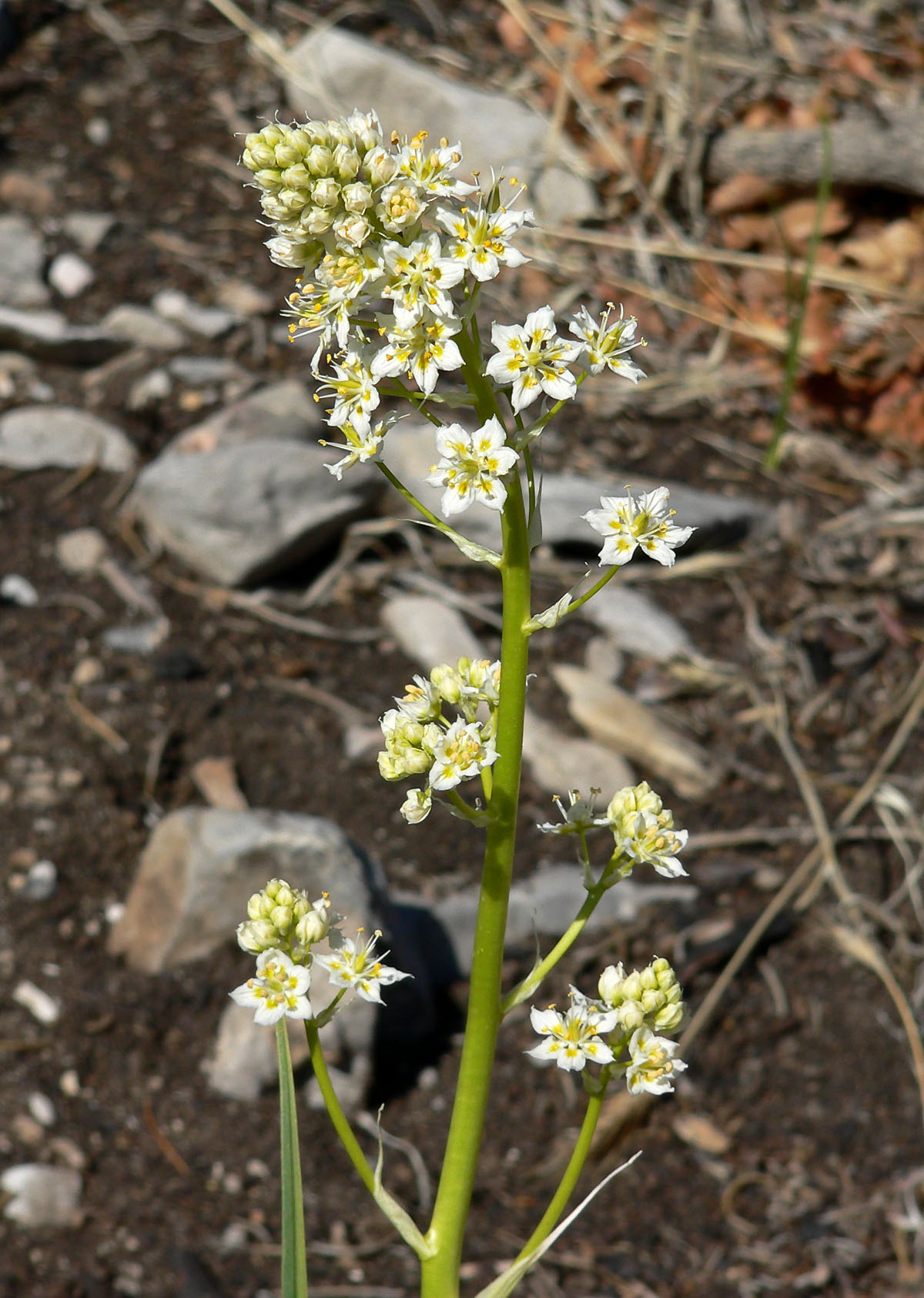
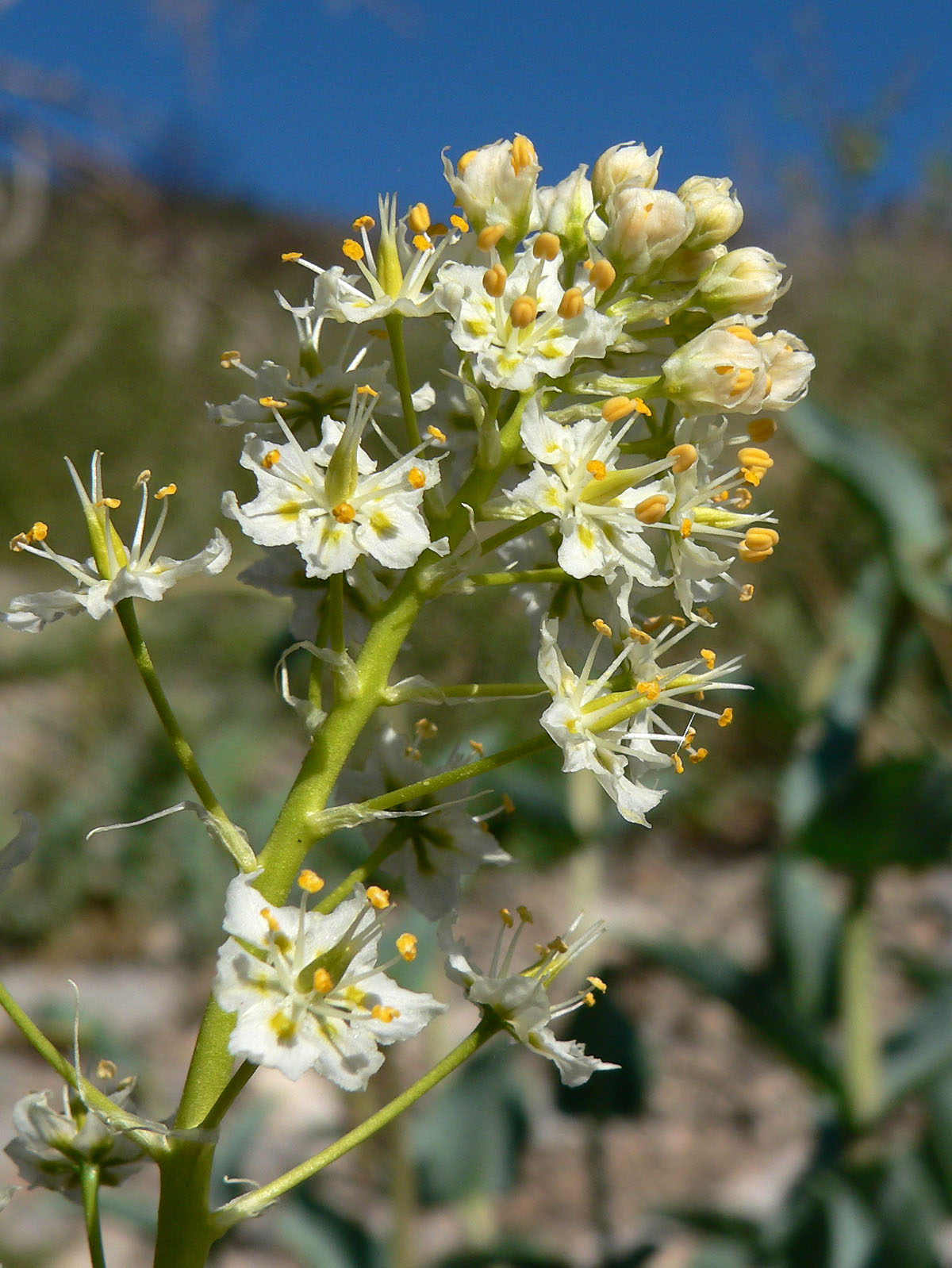
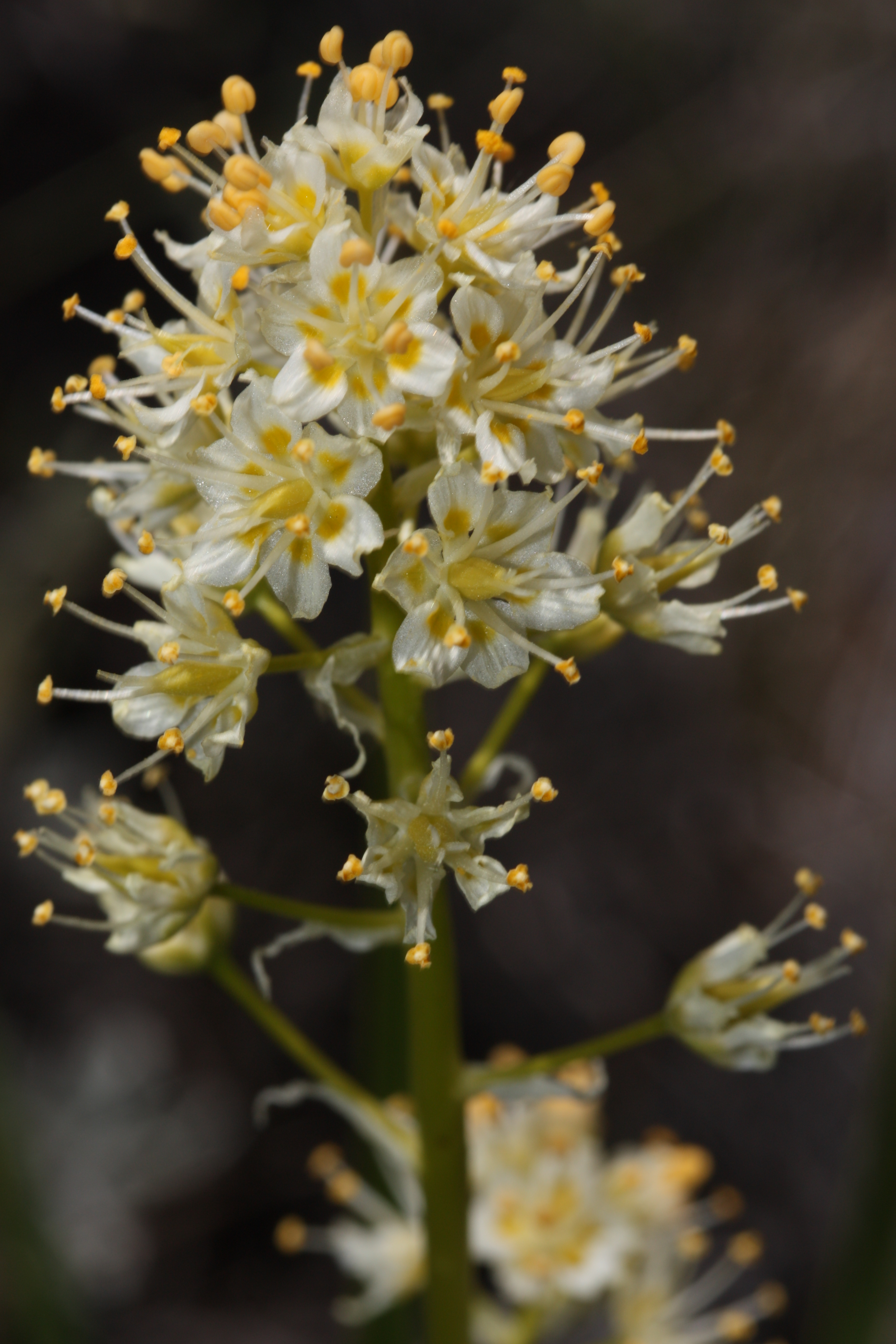